# 龍虎山
龍虎山（りゅうこざん、中国語: 龙虎山/龍虎山、拼音: Lónghŭ Shān）は、中華人民共和国江西省鷹潭市貴渓市にある山。最高峰は 247.4 m である。
2001年には中国国家地質公園に認定され、2008年に世界ジオパーク、2010年には貴州省の赤水、福建省の泰寧、湖南省の崀山、広東省の丹霞山、浙江省の江郎山とともにユネスコの世界自然遺産「中国丹霞」に登録された。1988年に中華人民共和国国家重点風景名勝区に、2012年に中国の5A級観光地に認定された。

## 概要
龍虎山には多くの文化遺産が存在し、二千年前に古越族によって山に作られた吊るされた棺の仙水岩崖墓群は全国重点文物保護単位に認定された。もとの名は雲錦山であったが伝説によると後漢半ば頃に五斗米道（後の正一教）を創始した張道陵がこの地で九天神丹を造った際に龍と虎が現れたことに因み山名が龍虎山とされた。
張道陵の曾孫で第四代天師の張盛が三国時代または西晋の時期に移住し子孫が代々住み続けたことでこの山の名は知られるようになる。

## 龍虎山と道教
正一教（天師道）の本拠地。道教における吉祥地である洞天福地の七十二福地の一つで第32・龍虎山・信州貴渓県・仙人の張巨君として名が挙げられている。
張道陵の直系の子孫の住むところを天師府といい神をまつる場所を上清宮という。これらは近くを流れる瀘渓河上流に唐宋の頃より建築が重ねられた。
上清宮は第四代天師の張盛が建てた伝籙壇を唐の会昌元年（841年）に名を真仙観と改めたものと伝えられる。
更に北宋の大中祥符8年（1015年）第24代天師の張正随の時王欽若の奏により授籙院を建立しそれと同時に真仙観を上清観と改名。
北宋の崇寧4年（1105年）に現在の場所に移築され、政和3年（1113年）に上清正一宮、元の大徳8年（1304年）には大上清正一万寿観と改めそして清の康熙26年（1687年）になって現在の名前となった。主要な宮観建造物は他に天師府正一観など49を数え、各宮観は各々広大な荘園を有して龍虎山の経済的基盤を成していた。清代では東西36の道院に紫微・霊陽・虚靖三派の道士が分かれて所属していた。
第38代天師の張与材はこの山で「三山符籙」（上清籙・霊宝籙・正一籙）の発行を司り道士の任命や符を発行することを掌握する権限をもった。
籙を受けた道士は儀礼を主宰する資格があると認められたことになる。籙には授与の年月日、受籙者の住所、受籙した宮観名、神々への誓詞、神々と官吏の名前、符図や神仙の図像などが書かれる。
このようにして龍虎山は道教信仰の一大中心地となり民国38年（1949年）に第63代天師の張恩溥が台湾へ亡命するまでは聖地として絶対的な権威を有していた
。